# گمینا سمنتووو گرانگچنه
گمینا سمنتووو گرانگچنه (به لهستانی:  Gmina Smętowo Graniczne) یک گمینا در لهستان است که در شهرستان استاروگارد واقع شده‌است. گمینا سمنتووو گرانگچنه ۸۶٫۱۲ کیلومتر مربع مساحت و ۵٬۲۶۳ نفر جمعیت دارد.